# Системы измерительных приборов
Систе́мы измери́тельных прибо́ров — классификация электроизмерительных приборов (электромеханического действия) по физическому принципу действия измерительного механизма, то есть по способу преобразования электрической величины в механическое смещение подвижной части.

## Общие принципы действия
Все электромеханические измерительные приборы снабжены неподвижной проградуированной шкалой, отсчёт измеряемой величины по которой обычно производится по положению указательной подвижной стрелки (иногда — по положению светового пятна: пучок света отклоняется вращающимся зеркалом), положение стрелки на шкале определяется равенством вращательного момента и момента сопротивления. Обычно вращающий момент сопротивления создаётся плоской спиральной пружиной или торсионной пружиной (растяжкой), работающей на скручивание. В логометрических и индукционных систем момент сопротивления создаётся иными способами. Приборы вибрационного типа подвижной стрелки не имеют и их принцип индикации основан на явлении механического резонанса (см. вибрационная система). Как правило, разновидности систем приборов различаются по способу создания вращательного момента и конструктивным особенностям.

## Разновидности систем приборов

Условное графические обозначения систем измерительных приборов по ГОСТ 23217-78

- Магнитоэлектрическая с подвижной рамкой — вращательный момент создаётся между неподвижным постоянным магнитом и подвижной вращающейся рамкой с намотанной на ней обмоткой по которой при измерении протекает ток. Вращающий момент рамки в таком приборе описывается законом Ампера — взаимодействия магнитного поля тока в обмотке рамки с магнитным полем постоянного магнита. Шкала магнитоэлектрического прибора является равномерной. Аналогом такой системы является электродвигатель постоянного тока обычного исполнения с возбуждением от постоянных магнитов.
- Магнитоэлектрическая с подвижным магнитом — вращательный момент создаётся между неподвижной обмоткой с током и подвижным постоянным магнитом. Эта система является аналогом магнитоэлектрической системы с подвижной рамкой, но имеет более низкий класс точности — 4,0 и ниже, менее распространена и применяется, в основном, для указательных приборов транспортных средств, благодаря своей стойкости к внешним механическим воздействиям — вибрациям и ударам. Аналогом этой системы является двигатель постоянного тока обращённого исполнения с возбуждением от постоянных магнитов.

Замечание: Магнитоэлектрические приборы по своему принципу действия измеряют среднюю величину тока, а направление отклонения стрелки зависит от среднего направления тока в рамке, поэтому они могут применяться только для измерения токов с постоянной составляющей и требуют соблюдения полярности подключения. Магнитоэлектрические приборы непригодны для непосредственного измерения переменного тока,  так как при подаче на такой прибор переменного тока стрелка будет вибрировать вблизи нулевого значения с частотой переменного тока.
- Электромагнитная — вращательный момент создаётся между неподвижной обмоткой с током и подвижным ферромагнитным сердечником изготовленным из магнитомягкого ферромагнитного материала.

Принцип действия приборов этого типа — взаимодействия тока и ферромагнитного тела. Особенностью таких приборов является квадратичная зависимость вращающего момента от тока в обмотке, и такие системы могут применяться для измерения как постоянных так и переменных токов. Аналогом такой системы является реактивный двигатель, работающий в соответствии с законом сохранения импульса.
К достоинствам приборов электромагнитной системы относятся дешевизна и стойкость к перегрузкам, что обусловило их широкое применение в промышленных электроустановках. Недостатки этих приборов — невысокая точность и неравномерность шкалы. Для измерения постоянного тока электромагнитные приборы хотя и пригодны, но применяются редко, поскольку более точно постоянный ток может быть измерен при помощи приборов магнитоэлектрической системы.

- Электродинамическая — вращательный момент создаётся между двумя обмотками с током: подвижной и неподвижной. Вращательный момент пропорционален произведению токов в обмотках. Электродинамическое усилие основано на взаимодействии магнитных полей обмоток (закон Ампера). Аналогов такой системы в двигателях не существует, в связи с малыми вращающими моментами.
- Ферродинамическая система подобна электродинамической, но для увеличения вращательного момента в конструкции предусматривается сердечник из ферромагнитного материала. Аналогом такой системы является двигатель постоянного тока нормального исполнения.

Электродинамические и ферродинамические системы применяют в вольтметрах и амперметрах, но чаще всего в — ваттметрах и варметрах.
- Индукционная — вращающий момент создаётся бегущим или вращающимся магнитным полем неподвижных обмоток (для создания бегущего поля токи в обмотках должны быть сдвинуты по фазе) и токами Фуко, наводимыми во вращающемся неферромагнитном диске (обычно алюминиевом). В индукционной системе измеряемой величиной может быть скорость вращения диска и полное число его оборотов, которое подсчитывается и отображается механическим счётчиком. Тормозной демпфирующий момент в этом случае создаётся взаимодействием магнитного поля постоянного магнита и магнитного поля токов, наводимых в диске. Иногда индицирование индукционной системе производится с помощью стрелки — в таком случае тормозной момент создаётся пружиной. Вращающий момент в индукционной системе равен произведению магнитных потоков в сердечниках обмоток и также зависит от угла сдвига между их фазами их токов. Аналогом этой системы является асинхронный двигатель с короткозамкнутым ротором. Индукционная система измерения применяется в счётчиках электрической энергии и в некоторых типах реле (например, в реле тока РТ-80).
- Электростатическая — вращающий момент создаётся между подвижным и неподвижным электродами из-за взаимодействия электрических зарядов. Вращательный момент возникает согласно закону Кулона.
- Логометрическая — система отличается от предыдущих принципом создания тормозного момента — здесь тормозной момент создаётся с помощью специальной обмотки. Логометрическая система подразделяется по принципу создания вращательного момента: магнитоэлектрический логометр, электромагнитный логометр, электродинамический логометр, ферродинамический логометр. Особенностью логометров является неопределённое положение стрелки на шкале до момента подключения прибора, так как подвижная система не имеет пружин.
- Вибрационная — система, использущая явление электромеханического резонанса. В приборе устанавливаются упругие пластины («язычки») различной длины с разными частотами механического резонанса из ферромагнитного материала, возбуждаемыми магнитным полем одной обмотки. При подаче переменного тока в обмотку язычки колеблются с разной амплитудой. Амплитуда колебаний язычка с наиболее близкой собственной резонансной частотой к частоте возбуждающего тока максимальна, это индицирует примерную частоту тока в обмотке. Этот принцип измерения использовался в частотомерах промышленной частоты. В настоящее время приборы вибрационной системы не выпускаются.
- Тепловая — электрический ток, протекая через проводник, вызывает его нагревание и удлинение вызванное тепловым расширением материала, которое регистрируется измерительным механизмом. За счёт тепловой инерции нагреваемого элемента усредняются быстрые изменения тока. Примеры использования: автомобильные приборы, предназначенные для измерения уровня топлива в топливном баке, температуры охлаждающей жидкости в двигателе внутреннего сгорания, автомобильные манометры, показывающие давление моторного масла в системе смазки двигателя[источник не указан 1779 дней].

## Дополнительные элементы
В качестве дополнительных элементов приборов применяют гасители колебаний подвижной системы гидравлического, пневматического и электромагнитного принципа действия для быстрого успокоения стрелки на установившемся положении относительно шкалы.
Дополнительными элементами являются экранировка прибора ферромагнитным экраном и применение в конструкции астатических устройств.
Поскольку электромагнитные приборы при измерении создают малое внутреннее поле, то внешние магнитные поля могут сильно влиять на их показания. Для этого применяются так называемые астатические приборы с двумя неподвижными обмотками и двумя сердечниками, связанными так, что их механические моменты складывались. Внешнее магнитное поле ослабляет поле одной обмотки и усиливает поле другой обмотки и суммарный вращающий момент остаётся практически постоянным.
Дополнительным элементом являются также термоэлектрические преобразователи, например, термопары — с помощью их измеряется не само значение тока, протекающего по проводнику, но его тепловой эквивалент. Подключение к такому преобразователю магнитоэлектрический прибор можно измерять им переменные токи достаточно высокой частоты c большой точностью (без такого преобразователя показания магнитоэлектрического прибора будут равны нулю). Термоэлектрические преобразователи могут также использоваться для гальванической развязки измерительной части прибора от цепи в которой производится измерение тока.
Для измерения переменных токов с помощью магнитоэлектрических приборов применяют также выпрямительные схемы (так называемые «детекторные системы») — применяемые, в основном, в стрелочных мультиметрах и токоизмерительных клещах. В этом случае прибор будет показывать точное значение действующей величины только при синусоидальной форме измеряемого сигнала, если шкала прибора проградуирована в действующих величинах, при несинусоидальной форме сигнала будут возникать значительные погрешности в показаниях прибора.
Применение устройств в конструкции прибора для астатизма, термоэлектрического преобразования, выпрямителей и усилителей обычно обозначается специальными символами нанесёнными на шкалу прибора, дополняющий основной символ типа системы измерительного прибора.